# Человек-паук (мультсериал, 1981)
«Человек-паук» (англ. Spider-Man) — американский мультипликационный сериал 1981 года, разработанный Marvel Productions совместно с Toei Animation, главным героем которого выступил персонаж Marvel Comics Человек-паук. Это второй мультсериал о супергерое, последовавший за версией 1967 года. Всего было выпущено 26 серий, наряду со спин-оффом «Человек-паук и его удивительные друзья».

## Сюжет
Главному герою Питеру Паркеру приходится совмещать борьбу с преступностью с жизнью простого студента, подработкой фотографом в Daily Bugle и заботой о своей пожилой тёте Мэй Паркер.

## В ролях
- Тед Шварц  — Человек-паук / Питер Паркер
- Джек Энджел — Доктор Дональд Блейк, Человек-гора Марко, Мо
- Ли Бэйли  — Робби Робертсон
- Уильям Бойетт — Кувалда
- Уолли Бёрр — Сэм Блок
- Кори Бёртон — Ящер
- Филип Л. Кларк — Сайдвиндер / Дикий Уилли Уилсон
- Реджис Кордик — Рингмастер, профессор Гизмо
- Генри Корден — Доктор Ниманн
- Брэд Крэндалл — Доктор Дум
- Питер Каллен — Красный Череп, каскадёр / Джек Ривен
- Брайан Каммингс  — ректор Университета Эмпайр-Стейт, генерал
- Джефф Дэвид — Нефилия / Доктор Брэдли Шоу
- Ральф Джеймс — Горон
- Линн Джонсон — Аким
- Морган Лофтинг — Тётя Мэй, Чёрная кошка
- Мона Маршалл — Бетти Брант, девушка-родео, мальчик Виктор фон Дум
- Джек ДеЛеон — Крэйвен-охотник
- Джордж Диченцо — Капитан Америка, Чародей
- Уокер Эдмистон — Магнето
- Рон Файнберг — Кот-грабитель
- Брайан Фулд — Иоганн, молодой Рид Ричардс, молодой Виктор фон Дум
- Линда Гэри — Коллин
- Бастер Джонс — учитель актёрского мастерства
- Стэн Джонс — Доктор Осьминог, Кингпин
- Лес Лэмпсон — Шлокер
- Джон Х. Майер — Хамелеон, сержант полиции
- Дон Мессик — Стервятник, Хэнк Эдвардс
- Арлин Миллер — Ка-Зар
- Вик Перрин — Подводник, Цезарь Цицерон
- Тони Поуп — Борис
- Ричард Рамос — Гаджетир / Джошуа
- Джин Росс — Ларри
- Нил Росс — Норман Озборн / Зелёный гоблин, Майкл
- Майкл Рай — Мистерио
- Мэрилин Шреффлер — Салли Энн Бомонт
- Гэри Сегер — Джонни Гриффон
- Майкл Шиэн — Мортимер
- Джон Стивенсон — доктор Нортон
- Андре Стойка — Песочный человек, профессор Хиггинс
- Би Джей Уорд — Нэморита, Медуза
- Пол Уинчелл — Сильвермейн, Дядя Бен
- Уильям Вудсон — Джей Джона Джеймсон, профессор Дональдсон, доктор Эверетт

## Производство
Мультсериал разрабатывался Marvel Productions, правопреемником DePatie–Freleng Enterprises, ответственной за создание «Фантастической четвёрки» 1978 года и «Женщины-паук» 1979 года.

## Эпизоды
| №  | Название                                                                         | Дата премьеры    |
| -- | -------------------------------------------------------------------------------- | ---------------- |
| 1  | «Пузыри, нефть и другие неприятности» «Bubble, Bubble, Oil and Trouble»          | 12 сентября 1981 |
| 2  | «Доктор Дум – господин мира» «Dr. Doom, Master of the World»                     | 19 сентября 1981 |
| 3  | «Рептилии кругом» «Lizards, Lizards, Everywhere»                                 | 26 сентября 1981 |
| 4  | «Любопытство убьет Человека-Паука» «Curiosity Killed the Spider-Man»             | 3 октября 1981   |
| 5  | «Появление Песочного человека» «The Sandman Is Coming»                           | 10 октября 1981  |
| 6  | «Когда Магнето приказывает людям слушать» «When Magneto Speaks... People Listen» | 17 октября 1981  |
| 7  | «Вдохновитель Нью-Йорка» «The Pied Piper of New York Town»                       | 24 октября 1981  |
| 8  | «Диктатор мира» «The Doctor Prescribes Doom»                                     | 31 октября 1981  |
| 9  | «Карнавал преступников» «Carnival of Crime»                                      | 7 ноября 1981    |
| 10 | «Месть Зеленого гоблина» «Revenge of the Green Goblin»                           | 14 ноября 1981   |
| 11 | «Троица зла» «Triangle of Evil»                                                  | 21 ноября 1981   |
| 12 | «Азбука судьбы» «'The A-B-C's of D-O-O-M'»                                       | 28 ноября 1981   |
| 13 | «Гремучий змей нападает» «The Sidewinder Strikes»                                | 5 декабря 1981   |
| 14 | «Охотник и охотящийся» «The Hunter and the Hunted»                               | 12 декабря 1981  |
| 15 | «Невероятно уменьшенный Человек-Паук» «The Incredible Shrinking Spider-Man»      | 19 декабря 1981  |
| 16 | «Человек-Паук и непостижимый профессор Гизмо» «The Unfathomable Professor Gizmo» | 26 декабря 1981  |
| 17 | «Пушка Дума» «Cannon of Doom»                                                    | 2 января 1982    |
| 18 | «Захват Капитана Америки» «The Capture of Captain America»                       | 9 января 1982    |
| 19 | «Роковое сообщение» «The Doom Report»                                            | 16 января 1982   |
| 20 | «Золотая паутина» «The Web of Nephilia»                                          | 23 января 1982   |
| 21 | «Конец Доктора Дума» «Countdown to Doom»                                         | 30 января 1982   |
| 22 | «Тётя Мэй и мышьяк» «Arsenic and Aunt May»                                       | 6 февраля 1982   |
| 23 | «Стервятник приземлился» «The Vulture Has Landed»                                | 13 февраля 1982  |
| 24 | «Месть Амфибии» «Wrath of the Sub-Mariner»                                       | 20 февраля 1982  |
| 25 | «Возвращение Кингпина» «The Return of the Kingpin»                               | 27 февраля 1982  |
| 26 | «Под заклятием» «'Under the Wizard's Spell'»                                     | 6 марта 1982     |

## Релиз
Clear Vision выпустила все 26 серий на DVD в 4 томах. Чтобы избежать путаницы с другими шоу о Человеке-пауке на DVD, Clear Vision выпустила мультсериал 1981 года под названием «Человек-паук 5000».
Как и в случае с «Удивительными друзьями», этот мультсериал впоследствии повторно транслировался в конце 1980-х в рамках телевизионного блока Marvel Action, который использовался в качестве платформы для старых и новых анимационных мультфильмов, созданных Marvel. В последний раз шоу было повторно показано в США в 1998 году в рамках блока UPN Kids Action Zone вместе с несколькими другими шоу Marvel. Права на все проекты Marvel принадлежали самой Marvel до того, как Disney приобрела компанию в 2008 году.
С 2011 по 2013 году мультсериал был доступен для просмотра на Netflix. 12 ноября 2019 года мультсериал появился на Disney+.

## Критика
«Человек-паук» критиковался за непроработанный сценарий, но был отмечен как один из первых мультсериалов Marvel, в котором пересекались персонажи разных комиксов. Донни Ледерер из Nerdist отметил, что это был  «отличный сериал для своего времени. Хотя анимация не была на уровне Pixar если напрячь воображение, он по-прежнему смотрится хорошо».